# Keralaleyrodes indicus
Keralaleyrodes indicus es un hemíptero de la familia Aleyrodidae, con una subfamilia: Aleyrodinae.
Keralaleyrodes indicus fue descrita científicamente por primera vez por Meganathan & David en 1994.